# Nederlanders in het Faeröerse voetbal
Nederlanders in het Faeröerse voetbal geeft een overzicht van Nederlanders die een contract hebben (gehad) bij Faeröerse voetbalclubs uit de Formuladeildin, de 1. deild of de 2. deild.

## Voetballers
| Naam                 | Club         | Van  | Tot  | Opmerkingen                            |
| -------------------- | ------------ | ---- | ---- | -------------------------------------- |
| Albert Adu           | TB Tvøroyri  | 2015 | 2016 |                                        |
| Albert Adu           | KÍ Klaksvík  | 2017 | 2017 |                                        |
| Steven van Dijk      | 07 Vestur    | 2023 | 2023 |                                        |
| Steven van Dijk      | EB/Streymur  | 2023 | 2023 | huur                                   |
| Ralph van Dooren     | B68 Toftir   | 2006 | 2008 | 2006/2007 speelde hij voor FC Hjørring |
| Lassana Faye         | HB Tórshavn  | 2025 |      |                                        |
| Jelle van der Heyden | B36 Tórshavn | 2024 | 2024 |                                        |

## Hoofdtrainers
| Naam             | Club        | Van  | Tot  | Opmerkingen |
| ---------------- | ----------- | ---- | ---- | ----------- |
| Robert Roelofsen | TB Tvøroyri | 2016 | 2016 |             |

Voetbalbonden ·
Albanië ·
Angola ·
Armenië ·
Australië ·
Azerbeidzjan ·
Bahrein ·
België ·
Bhutan ·
Bulgarije ·
Canada ·
China ·
Congo-Kinshasa · 
Cyprus ·
Denemarken ·
Duitsland ·
Egypte ·
Engeland ·
Estland ·
Ethiopië ·
Faeröer ·
Filipijnen ·
Finland ·
Frankrijk ·
Georgië ·
Ghana ·
Griekenland ·
Hongarije ·
Hongkong ·
Ierland ·
IJsland ·
Indonesië ·
Iran ·
Israël ·
Italië ·
Japan ·
Kazachstan ·
Koeweit ·
Litouwen ·
 Luxemburg ·
Maleisië ·
Malta ·
Marokko ·
Mexico ·
Namibië ·
Nieuw-Zeeland ·
Noorwegen ·
Oekraïne ·
Oezbekistan ·
Oostenrijk ·
Polen ·
Portugal ·
Qatar ·
Roemenië ·
Rusland ·
Rwanda ·
Saoedi-Arabië ·
Schotland ·
Singapore ·
Slovenië ·
Slowakije ·
Spanje ·
Tanzania ·
Turkije ·
Tuvalu ·
VAE ·
Venezuela ·
Verenigde Staten ·
Vietnam ·
Zimbabwe ·
Zuid-Afrika ·
Zuid-Korea ·
Zweden ·
Zwitserland